# خودآگاهی باعث فروریزش تابع موج
در مسئلهٔ ذهن-جسم از دیدگاه کوانتمی (به انگلیسی: Quantum Mind-Body Problem)، خودآگاهی باعث فروریزش تابع موج عنوان گردیده‌است. این دیدگاه یکی از تفاسیر مکانیک کوانتومی است.
در این نظریه، بر نقش داشتن آگاهی (به انگلیسی: consciousness) به‌عنوان ناظر (observer) در فروریزش تابع موج (به انگلیسی: collapse of the wave function) تأکید شده است. لذا در این تفسیر از مکانیک کوانتمی، نظارت نظاره‌گر (به انگلیسی: observer) نه تنها نقش مستقیمی در فروریزش تابع موج دارد، بلکه نظاره‌گر کسی یا چیزی غیر از صاحب «آگاهی» نیست.
برخی این نظریه را تلاشی برای حل پارادوکس ویگنر دانسته، و اذعان می‌دارند که فروریزش تابع موج در زمان نظارت نخستین ناظر واقع می‌گردد. این را نباید با دوالیسم مادی (به انگلیسی: substance dualism) اشتباه گرفت.

## پیشینه

### زمینه
بنیان‌گذاران مکانیک کوانتومی بر پیوند بین «آگاهی» و مفاهیم نظریهٔ خود واقف بودند. به نوشتهٔ ورنر هایزنبرگ:
برخی فیزیکدانان ترجیح می‌دهند که به دنیایی باز گردند که در آن جهان عینی است و کوچکترین اعضای آن درست مثل سنگ و درخت چه آنها را ببینیم و چه نبینیم به‌طور مستقل وجود داشته‌باشند. اما چنین چیزی ممکن نیست.
برنارد دسپانات، فیزیکدان فرانسوی، همین ایده را مجدداً بازگو کرد:
تفکر اینکه جهان از اشیایی ساخته شده که وجودشان مستقل از بود یا نبود «آگاهی» بشری است، خلاف مفاهیم مکانیک کوانتمی و دستاوردهاییست که به‌طور تجربی در آزمایشگاه‌ها بدان دست یازیده شده.

### نقطه آغازین
اما با انتشار اثر مهم جان فون نویمان در تاریخ فیزیک به‌نام پایه‌های ریاضی مکانیک کوانتمی (به آلمانی: Die Mathematischen Grundlagen der Quantenmechanik)، وی نخستین شخصی بود که به این مسئله اشاره نمود که ممکن است مکانیک کوانتمی نقش فعالی به «آگاهی» در فرایند خلق جهان حقیقی داده باشد. دیگران همچون والتر هایتلر، فریتز لندن، ادموند باور و یوجین ویگنر نظریهٔ فون نویمان را از این هم فراتر برده و مدعی شدند که جهان نه تنها توسط «آگاهی» در هر لحظه خلق می‌گردد، بلکه این نتیجهٔ غیرقابل گریز تفسیر فون نویمان است. ویگنر در این باب صراحتاً اعلان داشت که ذهن است که بر ماده تاثیرگذار است.
در این بین، جان ویلر حتی معتقد بود که نه تنها «آگاهی» باعث فروریزش تابع موج می‌شود، بلکه برای وجود جهان هستی شرطی لازم و واجب الوجود است. به گفتۀ وی، «آگاهی از ارکان خلق جهان است. حتی در خلق فعلی زمان گذشته».
استوارت همروف و راجر پنرز معتقدند که فروریزش تابع موج در میکروتوبول‌های نورون‌ها به‌وقوع می‌پیوندند. به این نظریه، نظریهٔ Penrose-Hameroff «Orch OR» model of consciousness می‌گویند.